# آيت كايس (فرقة حيناجن)
آيت كايس هو دُوَّار يقع بجماعة كندر سيدي خيار، إقليم صفرو، جهة فاس مكناس في المملكة المغربية. ينتمي الدوّار لمشيخة فرقة حيناجن التي تضم 14 دوار. يقدر عدد سكانه بـ 743 نسمة حسب الإحصاء الرسمي للسكان والسكنى لسنة 2004.

## وصلات خارجية
- البوابة الوطنية للجماعات الترابية
- المندوبية السامية للتخطيط